# کارمن یاسالده
کارمن یاسالده (اسپانیایی: Carmen Yazalde‎؛ زادهٔ ۲۹ مهٔ ۱۹۵۰) مدل پیشین و بازیگر آرژانتینی-پرتغالی است.
از فیلم‌ها یا برنامه‌های تلویزیونی که وی در آن نقش داشته است، می‌توان به آزمایش‌های شهوانی فرانکنشتاین، دراکولا، زندانی فرانکنشتاین، شیاطین و باکره‌ای میان مردگان زنده اشاره کرد.